# منطقه ۳ پاریس
منطقه ۳ پاریس (به انگلیسی: 3rd arrondissement of Paris) یکی از ۲۰ منطقه‌های پاریس پایتخت فرانسه است. در زبان فرانسه محاوره ای به این منطقه سوم گفته می‌شود.
منطقه ۳، منطقه «معبد» نامیده می‌شود و در سمت راست ساحل رودخانه سن واقع شده‌است. این منطقه، بعد از منطقه ۲، کوچکترین منطقه است. منطقه 3 پاریس، شامل بخش شمالی و ساکت منطقه قرون وسطایی محله لومره است.
محله یهودیان، پلتزل که مربوط به قرن سیزدهم است، از قسمت شرقی منطقه ۳ آغاز می‌شود و تا منطقه ۴ امتداد می‌یابد. موزه هنر و تاریخ یهودیت و کنیسه آگوداس هاکیلوس که توسط معمار هکتور گیمارد طراحی شده، در این منطقه قرار گرفته‌است. اگرچه بوتیک‌های بسیار شیک و به مد روز بسیاری از مغازه‌ها را به خود اختصاص می‌دهند، اما هنوز هم فروشگاه‌های برجسته ای وجود دارند که غذاهای سنتی یهودی را می‌فروشند.

## مساحت
منطقه ۳، بعد از منطقه ۲، کوچک‌ترین منطقه پاریس است و مساحت آن ۱٫۱۷۱ کیلومتر مربع km2 (۰٫۴۵۲ مایل مربع یا ۲۸۹ هکتار) است.

## نقشه منطقه

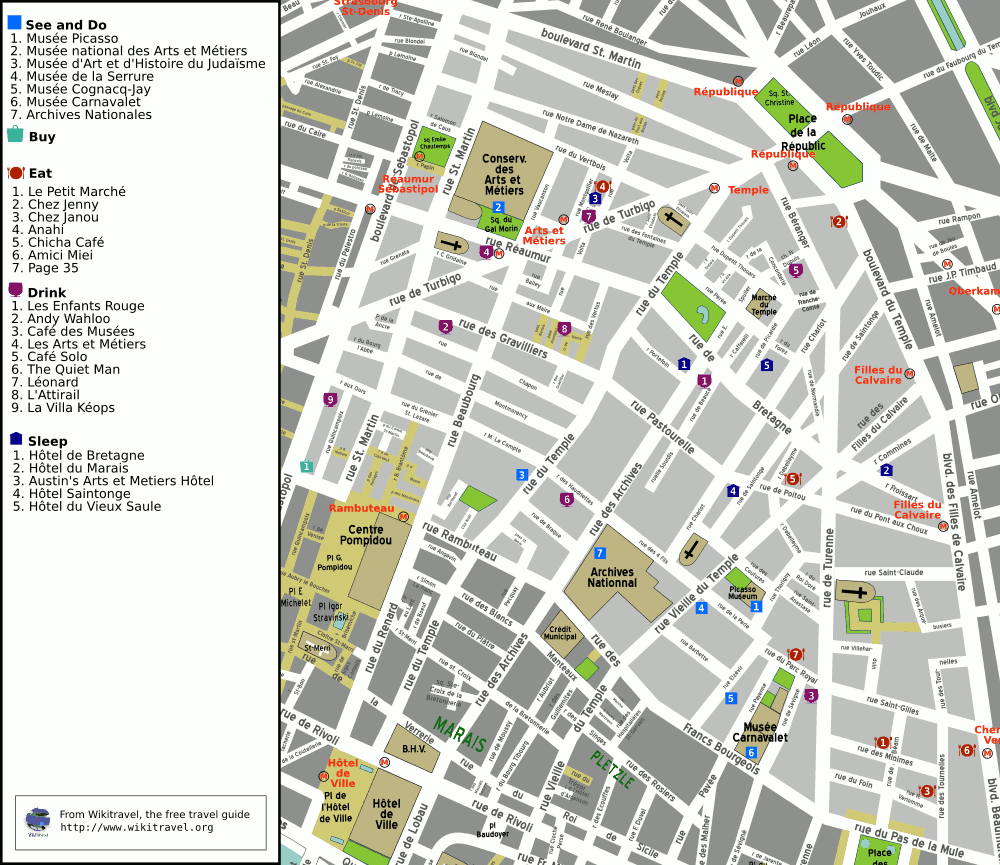
نقشه منطقه ۳

### جمعیت تاریخی
| سال (از سرشماری‌های فرانسه) | جمعیت  | تراکم (در هر کیلومتر مربع) |
| -------------------------- | ------ | -------------------------- |
| ۱۸۶۱                       | ۹۹٬۱۱۶ | ۸۴٬۶۴۲                     |
| ۱۸۷۲                       | ۸۹٬۶۸۷ | ۷۶٬۶۵۶                     |
| ۱۹۵۴                       | ۶۵٬۳۱۲ | ۵۵٬۸۲۲                     |
| ۱۹۶۲                       | ۶۲٬۶۸۰ | ۵۳٬۵۲۷                     |
| ۱۹۶۸                       | ۵۶٬۲۵۲ | ۴۸٬۰۳۸                     |
| ۱۹۷۵                       | ۴۱٬۷۰۶ | ۳۵٬۶۱۶                     |
| ۱۹۸۲                       | ۳۶٬۰۹۴ | ۳۰٬۸۲۳                     |
| ۱۹۹۰                       | ۳۵٬۱۰۲ | ۲۹٬۹۷۶                     |
| ۱۹۹۹                       | ۳۴٬۲۴۸ | ۲۹٬۲۴۷                     |
| ۲۰۰۹                       | ۳۵٬۶۵۵ | ۳۰٬۴۷۴                     |

## مراکز آموزشی
مدارس این منطقه شامل:
- دبیرستان ویکتور هوگو

## مکان‌های دیدنی
- محله لومره (مشترک با منطقه ۴)
- موزه کارناواله

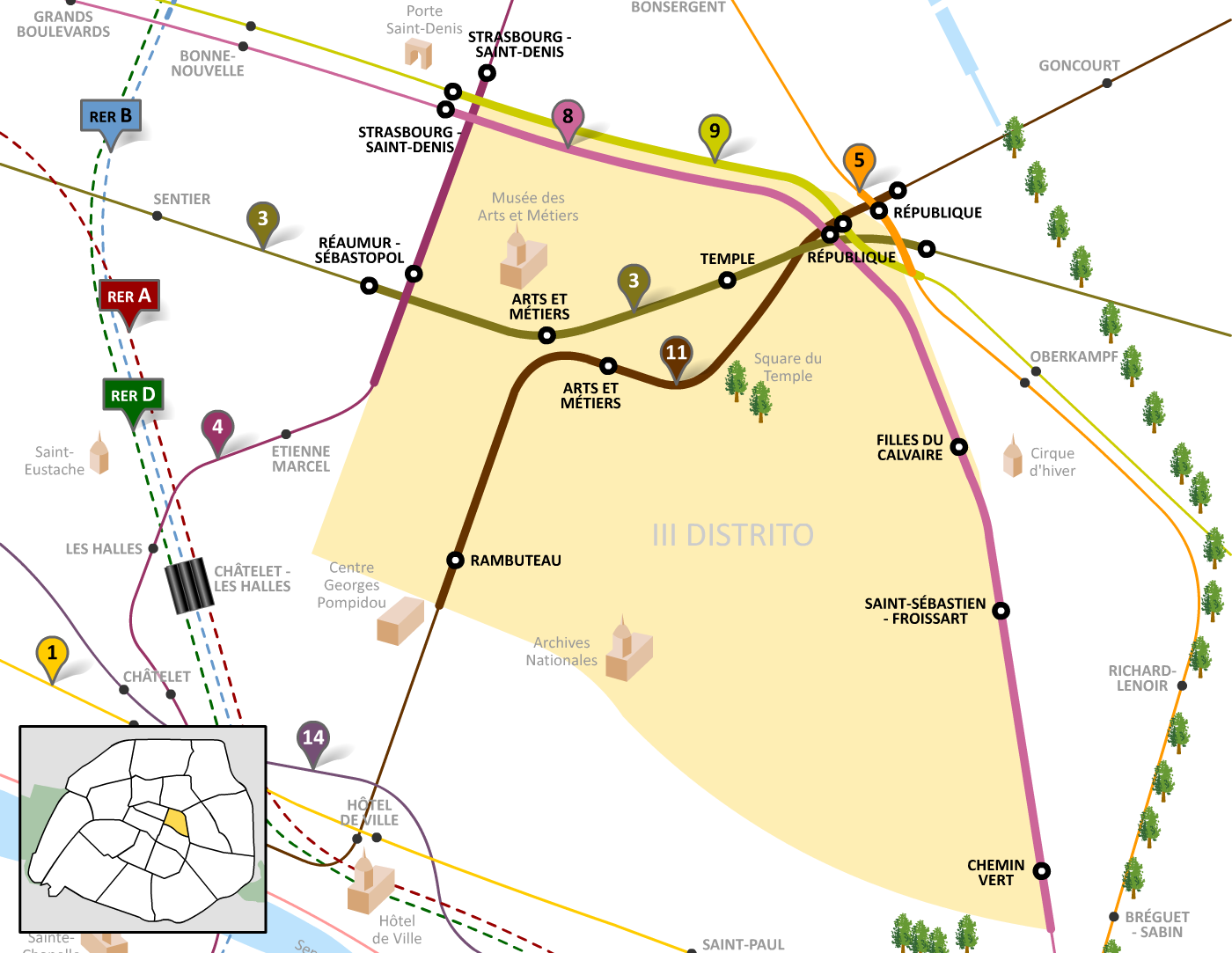
نقشه مترو منطقه ۳

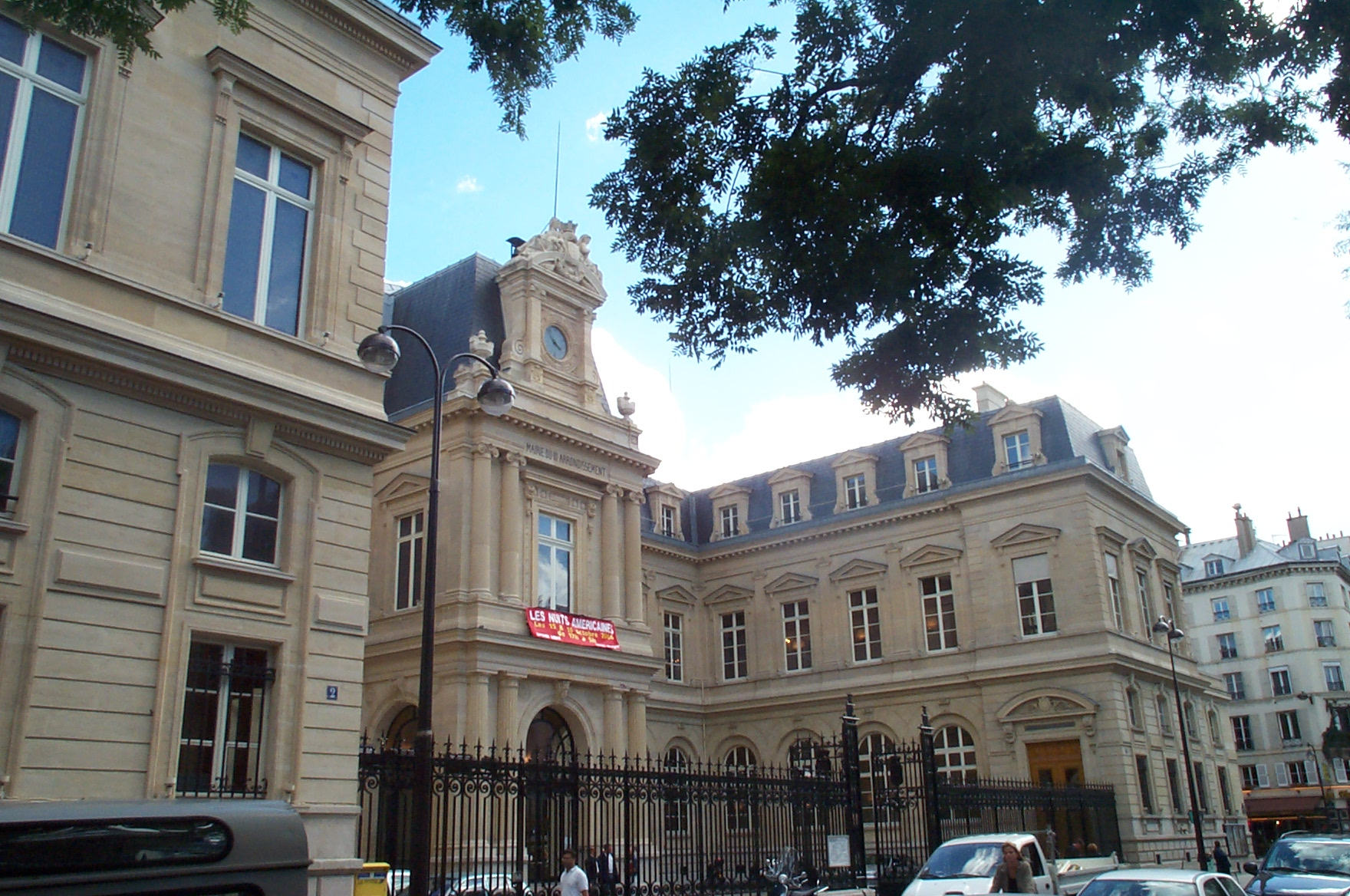
ساختمان شهرداری منطقه ۳

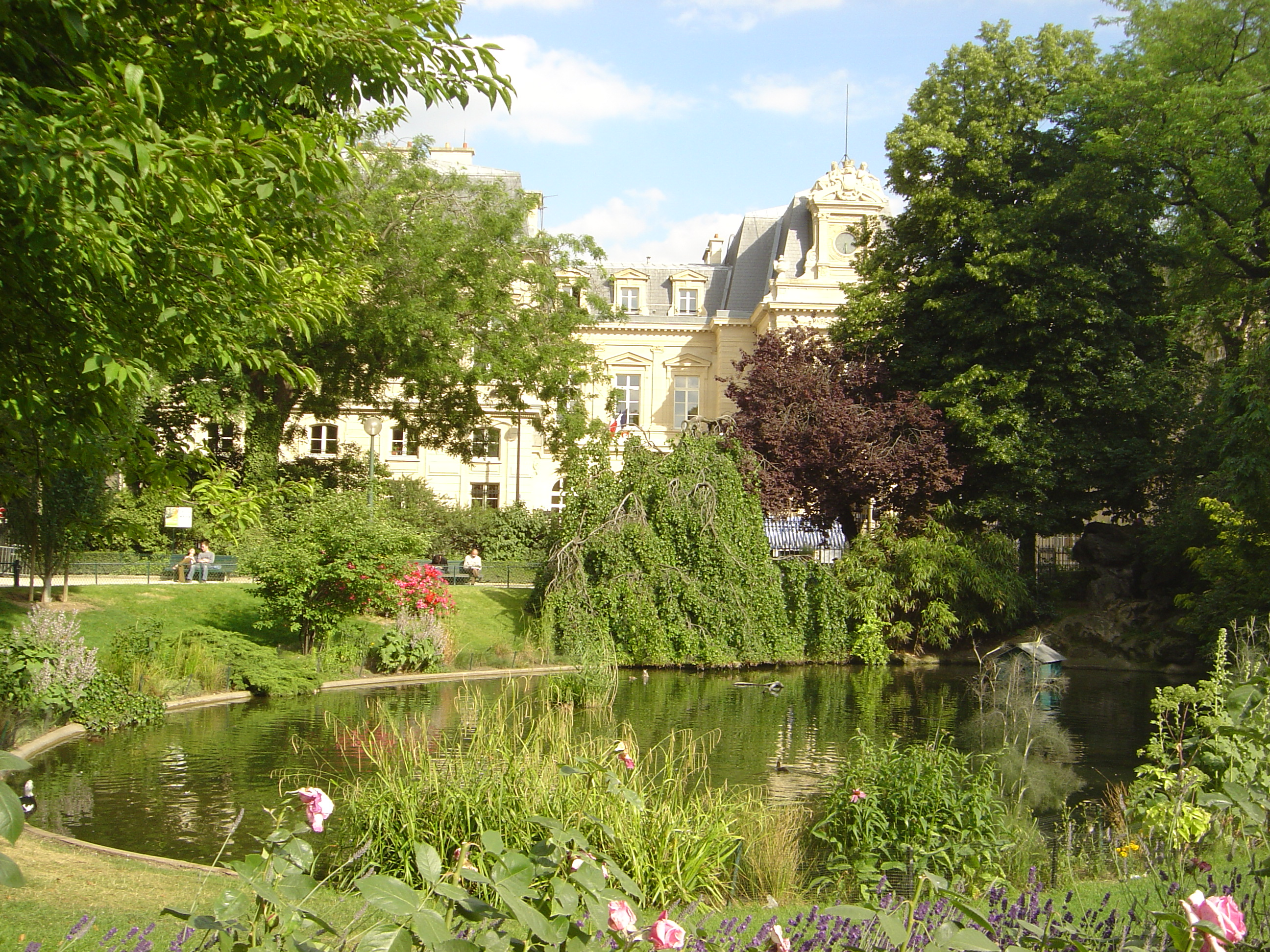
میدان معبد

- هنرستان ملی هنر و صنایع دستی - کامپوس اصلی
- موزه هنر و صنایع دستی
- انستیتو تسن
- موزه شکار و طبیعت
- موزه کنیاک-ژ
- موزه تاریخ فرانسه
- هتل سوبیس